# Huskvarna
Huskvarna is een plaats in de Zweedse gemeente Jönköping, provincie Jönköpings län (landschap Småland). Het stadje ligt aan de oostoever van het Vättermeer. Het bedrijf Husqvarna is in deze plaats gevestigd.

## Verkeer en vervoer
Bij de plaats lopen de Europese weg 4 en Länsväg 132.

## Geboren
- Erik Edman (11 november 1978), voetballer
- Denni Avdić (5 september 1988), voetballer

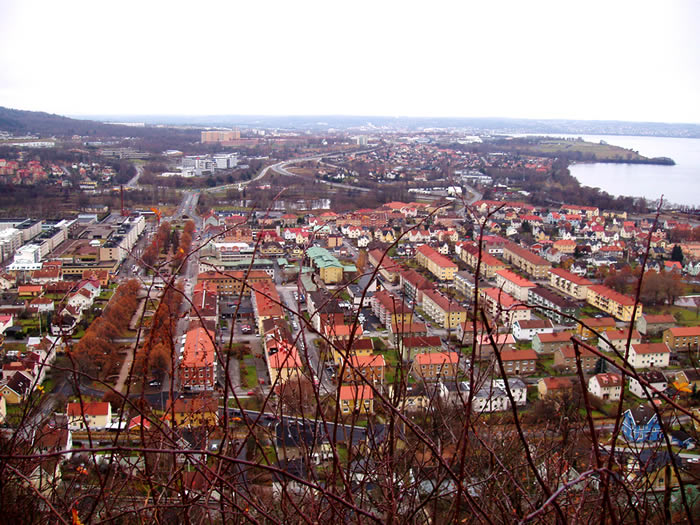
Huskvarna

.